# مدحت جمعة
مدحت جمعة (19 أغسطس 1919) كان سفيراً أردنياً في العديد من الدول العربية والأجنبية. مواليد محافظة الطفيلة. نال شهادة الدراسة الثانوية سنة 1939، كما حصل على شهادة الليسانس في الآداب من جامعة القاهرة 1945، ودبلوم الصحافة من جامعة القاهرة 1948.

## حياته المهنية
عمل محمد إبراهيم جمعة مدرسا بمدرسة السلط الثانوية 1945، ثم شغل العديد من الوظائف والمناصب الحكومية الرفيعة كان منها:
- الملحق في جامعة الدول العربية في القاهرة، من عام 1945 إلى عام 1947.
- السكرتير الأول والمستشار حتى عام 1952.
- مستشارًا وقائمًا بالأعمال في السفارة الأردنية في لندن، من عام 1952 إلى عام 1953.
- سفير المملكة الأردنية الهاشمية لدى باكستان، خلال الفترة من (1953-1956).
- رئيساً للتشريفات في القصر الملكي في عمان، بداية عام 1956.
- وكيل وزارة الصحافة والإذاعة، خلال الفترة من (1956-1958).
- السفير لدى الولايات المتحدة في واشنطن، 1958 لمدة عام.
- سفيراً في بون، ألمانيا الغربية خلال الفترة من (1962 و1965).
- سفيراً في بيروت، لبنان، بين عامي 1965-1967.
- السفير الأردني في لندن للمرة الثانية بين عامي 1967 و1969.
- سفيراً في تونس ، تونس، من عام 1969 إلى عام 1970
- سفيراً في مدريد . وفي الوقت نفسه، كان أيضًا سفيرًا لدى رومانيا وتونس، من سبتمبر 1971 إلى 16 فبراير 1974.
- سفيراً في طهران، إيران، من 16 فبراير 1974 إلى 1975.